# Yue Yang
Yue Yang (chinesisch 杨悦, Pinyin yáng yuè; * 21. Februar 1969 in Chongqing) ist eine chinesische Germanistin, Übersetzerin und Schriftstellerin.

## Leben
Yang studierte von 1986 bis 1990 Germanistik an der Fremdsprachenuniversität Sichuan. Nach dem Abschluss des Hochschulstudiums wurde sie Deutschlehrerin an der Sichuan-Universität.
1992 kam sie zum Studium an die Philipps-Universität Marburg und studierte Germanistik. 1996 gründete sie die Firma SIMAC Electronics GmbH, deren Vorstandsvorsitzende sie ist. Sie ist Vorstandsmitglied der Yiyuan–Stiftung für Humanitäre Hilfe und Mitglied der Association of Chinese language writers in Europe.
Yue Yang ist die Tochter des Übersetzers Yang Wuneng.

## Werke
Verfasserin
- 悦读德国 (Deutschland lesen)[2]

Übersetzungen
- 译著：格林童话全集 (Grimms Märchen)[3]
- 译著：少年维特的烦恼 (Die Leiden des jungen Werthers)